# القرشي عبد الرحيم سلام
القرشي عبد الرحيم سلام (1936 - 1998)، هو شاعر وكاتب مسرحي يمني. لُقب بـ الشاعر النبيل، كان أحد أوائل أنصار قصيدة النثر في الأدب اليمني الحديث. كما كتب مسرحيات من بينها صلاة التراب وهي مع الشمس يجيئون.
ولد عام 1936 في قرية حالزه في محافظة تعز. تلقى تعليمه الأولي في كتاتيب قريته، ثم انتقل إلى عدن والتحق بمدرسة بازرعة. عمل في التدريس من 1959 حتى 1964 في عدن. ثم عمل سكرتيراً لتحرير صحيفة الشرارة المسائية التي كانت تصدر في عدن. وعمل سكرتيراً كذلك لتحرير مجلة الحكمة. وهو عضو المجلس التنفيذي لاتحاد الأدباء والكتاب اليمنيين. له مساهمات في كتابة الشعر الغنائي.

## أعماله
له مساهمات في الشعر الغنائي، ولم تجمع قصائده. وإلى جانب ذلك له الإصدارات الأدبية التالية:
- تراتيل سبئية.
- السماء تمطر نصراً
- شرفة الأحلام.
- صلاة التراب.
- مرايا الشوق.
- إيقاعات قداس معيني.
- وأمنح قاتلي ورداً.